# Comtat de Poitiers
El comtat de Poitiers (sovint anomenat com a comtat de Poitou tot i que mai no va existir un comtat amb aquest nom) fou una jurisdicció feudal del regne de França, inicialment de gran extensió, centrada a Poitiers. Els comtes, designats per la cort, governaven a Poitiers d'ençà almenys al segle VII.

## Llista de comtes

### Merovingis i carolingis
| Dates              | Comtes            | Notes |
| Segle VII          | Guerí de Trèveris | primer comte conegut de Poitiers                                                                                       |
| després del 735    | Hatto             | germà de Hunald I d'Aquitània que el feu eixorbar quan va esdevenir duc únic d'Aquitània.                              |
| 778-després de 791 | Abbó              | nommenat per Carlemany. Podria haver restat comte fins vers el 811                                                     |
| 811 et 814/815     | Ricuí             | després comte de Nantes, és citat com comte de Poitiers el 811 i el 814/815, però l'efectivitat del càrrec és incerta. |
| 815 i 825          | Bernat I          | |

### Guillèmides i Rainúlfides (o Ramnúlfides)
Durant el segle IX el comtat fou disputat entre dues famílies, els Guillèmides (descendents de Guillem I de Tolosa el Sant, i els Rainúlfides, que van acabar obtenint el control.
| Dates       | Comtes ramnúlfides                                                     | Comtes guillèmides                                                                              | Altres comtes                                                                              |
| 828-839     |                                                                        | Emenó († 866) destituït el 839 després d'haver donat suport a la revolta de Pipí II d'Aquitània |                                                                                            |
| 839-840/843 |                                                                        |                                                                                                 | Renald, que podria ser Renald d'Herbauges († 843)                                          |
| 840/3-844   |                                                                        | Bernat II el Poiteví († 844), germà d'Emenó                                                     |                                                                                            |
| 844-854     |                                                                        |                                                                                                 | Sense comte, Ebroí, bisbe de Poitiers assumeix les funcions comtals sense portar el títol. |
| 854-866     | Rainulf o Ramnulf I († 866), fill de Gerard, comte d'Alvèrnia          |                                                                                                 |                                                                                            |
| 866-877     |                                                                        | Bernat III de Poitou conegut com Bernat de Gòtia († 879), fill de Bernat II el Poiteví          |                                                                                            |
| 878-890     | Rainulf (o Ramnulf) II († 890), fils de Ramnulf I                      |                                                                                                 |                                                                                            |
| 890-892     | Ebles Manzer (el Bastard) († vers 934/935), fill natural de Rainulf II |                                                                                                 |                                                                                            |
| 892-902     |                                                                        | Ademar (o Aimar) († 926), fill d'Emenó sostingut per Odó, rei de França, del que era parent     |                                                                                            |

### Dinastie dels Rainúlfides
| Dates     | Comtes                                                         | Notes |
| 902-934   | Ebles Manzer (el Bastard), restablert                          | fill |
| 934-963   | Guillem I de Poitiers i III d'Aquitània Cap d'Estopa († 963)   | (A partir de Guillem Cap d'Estopa, tots els comtes de Poitiers foren igualment ducs d'Aquitània i portaren una doble numeració: la primera pel comtat de Poitiers, la segona pel ducat d'Aquitània. Encara que la dinastia va restar poitevina i que Poitiers fou una de les seves principals capitals, es va usar generalment la segona numeració per raons de prestigi). |
| 963-995   | Guillem II de Poitiers i IV d'Aquitània Braç de Ferro († 995)  | fill |
| 995-1030  | Guillem III de Poitiers i V d'Aquitània el Gran († 1030)       | fill |
| 1030-1038 | Guillem IV de Poitiers i VI d'Aquitània el Gros († 1038)       | fill |
| 1038-1039 | Eudes († 1039)                                                 | fill de Guillem el Gran i germanastre de l'anterior |
| 1039-1058 | Guillem V de Poitiers i VII d'Aquitània Aigret († 1058)        | fill de Guillem el Gran i germanastre de l'anterior |
| 1058-1086 | Guillem VI de Poitiers i VIII d'Aquitània († 1086)             | germà |
| 1086-1126 | Guillem VII de Poitiers i IX d'Aquitània, el Trobador († 1126) | fill |
| 1126-1137 | Guillem VIII de Poitiers i X d'Aquitània el Tolosà († 1137)    | fill |
| 1137-1204 | Eleonor d'Aquitània (1122 † 1204)                              | filla gran del anterior, casada primer amb el rei Lluís VII de França del que es va divorciar el 1152 i es va casar llavors amb el rei Enric II Plantagenet d'Anglaterra. |

### Plantagenêts
| Dates     | Comtes                                        | Notes | Escut            |
| 1152-1164 | Guillem Plantagenet (1136 † 1164)             | germà d'Enric II | germà d'Enric II |
| 1169-1198 | Ricard I Cor de Lleó (1157 † 1199)            | fill d'Enric II i d'Eleonor d'Aquitània; rei d'Anglaterra el 1189                                                                        | Poitiers         |
| 1196-1198 | Otó de Brunswick (1176 † 1218)                | nebot de Ricard Cor de Lleó, qui li va cedir el Poitou. Otó li va retornar el 1198 quan fou elegit emperador del Sacre Imperi com Otó IV | Normandia        |
| 1198-1199 | Ricard I Cor de Lleó (1157 † 1199), altre cop | | Anglaterra       |
| 1199-1204 | Joan sense Terra (1166 † 1216)                | El 1204 el Poitou fou conquerit pel rei de França Felip August que el va reunir al domini reial                                          | Anglaterra       |

## Comtes per assignació
El comtat fou donat en assignació a alguns prínceps capets.
| Dates     | Comtes                            | Notes                                                                               | Escuts                                                                              |
| 1241-1271 | Alfons de França (1220 † 1271)    | fill de Lluís VIII de França el Lleó, germà de Lluís IX de França el Sant           |                                                                                     |
| 1311-1316 | Felip el LLarg (vers 1293 † 1322) | fill de Felip IV de França el Bell, després rei de França el 1316 com a Felip V     |                                                                                     |
| 1350-1354 | Lluís I de França (1339 † 1384)   | fill de Joan II de França el Bo, després fou duc d'Anjou                            | Ducat d'Anjou                                                                       |
| 1354-1364 | Carles V (1338 † 1380)            | fill de Joan II de França el Bo, va esdevenir rei de França (Carles V) el 1364      | Delfí de França                                                                     |
| 1369-1416 | Joan I de França (1340 † 1416)    | fill de Joan II de França el Bo, després duc de Berry                               | duc de Berry                                                                        |
| 1416-1417 | Joan II de França (1398 † 1417)   | fill de Carles VI de França, delfí                                                  | fill de Carles VI de França, delfí                                                  |
| 1417-1422 | Carles de França (1403 † 1461)    | fill de Carles VI de França, delfí, va esdevenir rei de França (Carles VII) el 1422 | fill de Carles VI de França, delfí, va esdevenir rei de França (Carles VII) el 1422 |